# Берег Принцессы Астрид
Бе́рег Принце́ссы А́стрид (англ. Princess Astrid Coast) — часть побережья Земли Королевы Мод в Восточной Антарктиде, лежащая между 5° и 20° восточной долготы.
Почти на всём протяжении побережья ледниковый склон переходит в шельфовые ледники, которые на северной кромке образуют отвесные береговые обрывы к морю Лазарева. В центральной части берега расположен оазис Ширмахера, где с 1961 года функционирует советская, затем российская научная станция Новолазаревская. Ранее, в 1959—1961 годах, в этом районе действовала советская станция Лазарев.
Берег Принцессы Астрид был открыт в 1931 году норвежскими китобоями и в 1932 году назван в честь норвежской принцессы Астрид.